# Isidoro Bakanja
Isidoro Bakanja (circa 1887 - 15 de agosto de 1909, Busira, Congo Bélga) fue un laico carmelita católico congoleño que sufrió el martirio en 1909, fue beatificado el 24 de abril de 1994 por el Papa Juan Pablo II.

## Reseña biográfica
Isidoro Bakanja abrazó la fe cristiana a los dieciocho años de edad por medio del ministerio y catequesis que impartían misioneros cisterciences en el Congo Belga. Era un devoto converso y catequista. Tuvo una fervorosa devoción y amor a la Santísima Virgen María que expresó  por medio del rezo del Santo Rosario y al ser investido del Escapulario de Nuestra Señora del Carmen, hábito de la Orden de los Carmelitas, siendo cofrade del escapulario. Sus empleadores coloniales belgas le habían ordenado dejar de predicar el Evangelio y quitarse el escapulario que daba testimonio de su fe cristiana. La negación de Bakanja de cumplir con tales exigencias de sus supervisores resultó en el padecimiento del martirio por su fe, al ser azotado y encadenado brutalmente.
Como consecuencia del constante azote de su cuerpo y a los maltratos a los que fue sometido, sus heridas se infectaron gravemente. Por su condición, su supervisor intentó ocultarle de la vista del inspector de la platación.[cita requerida] Sin embargo Bakanja fue descubierto herido y fue llevado a la casa del inspector para ser tratado. Su condición se había agravado tanto, que no hubo medicina eficaz para atenderle.
En ese punto Isidoro le dijo al inspector "diles que estoy muriendo por ser cristiano". Misioneros de la zona visitaron a Isidoro y le rogaron que perdonara al supervisor que le había herido de muerte. Bakanja les aseguró que ya lo había perdonado, además diciéndoles "Cuando esté en el cielo, tendré que orar mucho por él".
Falleció el 15 de agosto de 1909 en el Congo Belga.
Fue beatificado por el Papa Juan Pablo II en la plaza de San Pedro el 24 de abril de 1994.
Se le conoce como el "mártir del escapulario."

## Veneración
Su celebración litúrgica se da el día 15 de agosto, 12 de agosto en el calendario litúrgico de los Carmelitas.[cita requerida]
El Santuario Nacional de San Judas Tadeo en Faversham, Reino Unido contiene un ícono de Isidoro.